# Avrillé (Maine e Loira)
Avrillé è un comune francese di 12 767 abitanti situato nel dipartimento del Maine e Loira nella regione dei Paesi della Loira.

## Storia
Il nome di Avrillé deriva da un antico possidente di epoca romana, Aprilis, dal quale dipendevano una o più fattorie sparse.
Un vero e proprio villaggio compare solo nel XII secolo, quando viene istituita la parrocchia di Auvrillé (nome medievale poi trasformato in Avrillé). Il villaggio, molto povero, campa soprattutto di viticoltura ed estrazione di ardesia.
Nel 1791 viene istituito il comune di Avrillé.
Nel 1794, durante la guerra di Vandea, furono uccise tra 2000 e 3 000 persone, prevalentemente per fucilazione in un'area esterna all'abitato, che fu quasi subito chiamata "campo dei martiri". Nell'Ottocento vi fu edificata una cappella (S. Luigi del Campo dei Martiri) e più di recente papa Giovanni Paolo II beatificò un gruppo di martiri selezionati all'interno di quelle migliaia (i beati Martiri di Angers, 99 in tutto compresi alcuni decapitati nella vicina città di Angers).

### Simboli
Lo stemma comunale è stato adottato il 29 giugno 1981.
I tre gigli d'oro provengono dallo stemma dell'antica provincia dell'Angiò; gli attrezzi da cavapietra evocano le cave di ardesia sfruttate fino alla fine del XIX secolo; il mulino rappresenta i mulini un tempo presenti nel territorio di cui due sono tuttora esistenti; il grappolo d'uva ci ricorda che la vite era coltivata sulle pendici della Mayenne fino alla fine del secolo scorso.

## Società

### Evoluzione demografica
Abitanti censiti

## Economia
Ad Avrillé ha sede la Giffard, una storica azienda produttrice di liquori.